# 两节豆属
二节豆属（学名：Dicerma）是蝶形花科下的一个属，为灌木植物。该属仅有二节豆（Dicerma biarticulatum）一种，分布于印度至中国南部。